# Wolfurt
Wolfurt mezőváros Ausztria legnyugatibb tartományának, Vorarlbergnek a Bregenzi járásában található. Területe 10 km², lakosainak száma 8 221 fő, népsűrűsége pedig 820 fő/km² (2014. január 1-jén). A település 434 méteres tengerszint feletti magasságban helyezkedik el.

## Fordítás
- Ez a szócikk részben vagy egészben  a   Wolfurt című angol Wikipédia-szócikk ezen változatának fordításán alapul.  Az eredeti cikk szerkesztőit annak laptörténete sorolja fel. Ez a jelzés csupán a megfogalmazás eredetét és a szerzői jogokat jelzi, nem szolgál a cikkben szereplő információk forrásmegjelöléseként.